# Капио (Бјела)
Капио је насеље у Италији у округу Бијела, региону Пијемонт.
Према процени из 2011. у насељу је живело 42 становника. Насеље се налази на надморској висини од 446 м.